# Autorytet deontyczny
Autorytet deontyczny – autorytet przełożonego, tego, który ma władzę i ma prawo rozkazywać: szefa, komendanta, kierownika.
J. M. Bocheński ujął to tak: "P jest autorytetem deontycznym dla A w dziedzinie D wtedy i tylko wtedy, kiedy istnieje zdarzenie Z z tego rodzaju, że – po pierwsze – A pragnie, by  Z zostało urzeczywistnione – po drugie, A jest przekonany, że wykonanie przez niego wszystkich nakazów danych przez P z naciskiem, a należących do dziedziny D jest warunkiem koniecznym urzeczywistnienia owego Z".